# 雲室
雲室（うんしつ、宝暦3年3月5日（1753年4月8日） - 文政10年5月9日（1827年6月3日））は、日本の画僧、漢詩人。本姓は武田氏。諱は鴻漸・了軌。字は元儀のちに公範。雲室の他に証範などの別号がある。信濃の人。

## 略歴
宝暦3年（1753年）信州飯山の光蓮寺に生まれる。光蓮寺の開祖は武田信玄の弟信繁の孫、正善とされている。生まれてすぐに実父が亡くなり、その後継父と実母の間に弟が生まれる。5歳で出家。青年期になって越後に遊学することを望んだが生来病弱であったことから両親が反対し想いを果たせずいるうち、近くの学僧から学問を志すなら江戸と勧められて、家出をした。
安永2年（1773年）江戸では荻生徂徠の門人・宇佐美灊水に儒学を学び、林家の関松窓の紹介により林家に入門した。また市河寛斎に就いて詩文を学び才能を開花させた。安永3年（1774年）の10ヶ月間、京都に上り西本願寺の学寮に籠もって仏典の研究をしている。画は南蘋系の諸葛監に学んだとされるが、はっきりしない。宋・元・明の名画を目標に独学で研鑽を続け、山水画を得意とした。
その学才が認められて天明元年（1781年）、昌平黌の学職に挙げられた。天明6年（1786年）に田沼意次が失脚し松平定信が老中になると師の関松石が罷免され、替わって柴野栗山が起用されたがこの栗山とは意見が合わなかった。また同じ頃、江戸大火で居宅を焼失し浦賀の浄誓寺に仮寓。このころ浦賀や藤沢など各地で儒学の講義を行なっている。天明8年（1788年）、上尾宿で二賢堂をたて「聚正義塾」を開き、郷党の指導にあたった。寛政2年（1790年）に昌平黌の助教授を辞任。甲州に遊歴したとき学友の森島子輿に出会い、彼の援助を受けて同4年（1792年）40歳のとき、江戸西久保光明寺（現東京都港区虎ノ門）の住職となり二十六世を嗣ぐ。
住職を務めながら余暇に儒学の講義、詩作、画作などを続けた。寛政12年（1800年）に詩文結社・小不朽吟社を結ぶ。この結社では詩作と画作を奨励し結果として文人画の普及に一役買うことになる。盟主に広瀬台山を迎え、渡辺玄対・片桐桐隠・鏑木梅渓・渡辺赤水・大西圭斎・春木南湖・谷文晁・柏木如亭・金井烏洲など錚々たるメンバーが連なった。その他に亀田鵬斎・大窪詩仏・沢田東江・鈴木芙蓉などの交際が知られる。
文政10年（1827年）、光明寺で遷化。行年75歳。

## 著述
- 『雲室随筆』
- 『宋詩画伝』
- 『山水徴』[3]

## 脚註
1. ↑  『信濃郷土史 第2巻』歴史図書社、1980年、p.164。
2. 1 2 3 4 5 6 7  日本古典文学大辞典編集委員会『日本古典文学大辞典第1巻』岩波書店、1983年10月、325-326頁。
3. ↑  文人画情報誌《読画塾》第9号（文人画研究会、2018年11月28日）に『山水徴一巻』の書誌および全丁の掲載あり（26～44頁）。